# NGC 6349
NGC 6349 is een spiraalvormig sterrenstelsel in het sterrenbeeld Hercules. Het hemelobject werd op 15 juli 1879 ontdekt door de Franse astronoom Édouard Jean-Marie Stephan.

## Synoniemen
- MCG 6-38-16
- ZWG 198.36
- NPM1G +36.0426
- PGC 60060